# Семёнов, Вячеслав Анатольевич (Герой Украины)
Вячеслав Анатольевич Семенов (23 июля 1969 Жмеринка, Винницкая область, УССР —— 17 февраля 2015 Фащевка, Перевальский район, Луганская область, Украина) — старший лейтенант Государственной пограничной службы Украины. Герой Украины.

## Биография
В течение 1987-1989 годов нес службу в Советской армии. В 2005 году окончил Винницкий технический университет. Работал наладчиком на жмеринском заводе «Сектор».
Мобилизован в августе 2014-го, заместитель начальника первой пограничной заставы, Могилев-Подольский пограничный отряд.

### Гибель
Вооруженные формирования ЛНР, усиленные артиллерией и танками, в течение 17 февраля 2015-го штурмовали контрольный блокпост в Фащевке под Дебальцево. При начале артиллерийского обстрела Семенов выскочил из блиндажа для проверки обстановки. В то время танк ополченцев выстрелил по позициям пограничников в упор. Семенову осколок пробил заднюю пластину бронежилета и прошел под правую лопатку. Командира занесли в блиндаж, он был еще жив. Умер на руках у врача. При эвакуации тела в БМП попал снаряд, машина загорелась и осталась на территории, подконтрольной ополчению.
Похоронен в Жмеринке.

## Семья
Был женат. Имел двух дочерей.

## Награды
- Звание Герой Украины с вручением ордена «Золотая Звезда» (11 марта 2016, посмертно) — за исключительное личное мужество и героизм, проявленные в защите государственного суверенитета и территориальной целостности Украины, верность военной присяге[1].
- Орден Богдана Хмельницкого III степени  (9 апреля 2015 году, посмертно) - за личное мужество и высокий профессионализм, проявленные в защите государственного суверенитета и территориальной целостности Украины[2].